# Halowe Mistrzostwa Świata w Lekkoatletyce 1993 – bieg na 400 m mężczyzn
Bieg na 400 m mężczyzn – jedna z konkurencji rozgrywanych podczas halowych mistrzostw świata w lekkoatletyce w 1993. Eliminacje odbyły się 12 marca, półfinały miały miejsce 13 marca, finał zaś został rozegrany 14 marca.
Do eliminacji zgłoszonych zostało 29 zawodników z 23 państw.
Zawody w tej konkurencji wygrał reprezentant Stanów Zjednoczonych Butch Reynolds. Drugą pozycję zajął zawodnik z Nigerii Sunday Bada, trzecią zaś reprezentujący Australię Darren Clark.

## Wyniki

### Eliminacje
Źródło: 
Bieg 1
| Miejsce | Zawodnik              | Państwo | Wynik | Uwagi |
| ------- | --------------------- | ------- | ----- | ----- |
| 1.      | Ibrahim Ismael Muftah | Katar   | 46,43 | AR    |
| 2.      | Sunday Bada           | Nigeria | 46,57 |       |
| 3.      | Dmitrij Kosow         | Rosja   | 47,86 |       |
| 4.      | Francis Ogola         | Uganda  | 48,06 | NR    |
| 5.      | Bekele Ergogo         | Etiopia | 48,82 |       |
| –       | Anthony Wallace       | Jamajka | DSQ   |       |

Bieg 2
| Miejsce | Zawodnik           | Państwo  | Wynik | Uwagi |
| ------- | ------------------ | -------- | ----- | ----- |
| 1.      | Rico Lieder        | Niemcy   | 46,63 |       |
| 2.      | Benyounés Lahlou   | Maroko   | 46,81 | NR    |
| 3.      | Eronilde de Araújo | Brazylia | 47,50 | AR    |
| 4.      | Troy Douglas       | Bermudy  | 47,55 |       |
| 5.      | Shigekazu Ōmori    | Japonia  | 48,32 |       |
| 6.      | Raymundo Escalante | Meksyk   | 49,09 |       |

Bieg 3
| Miejsce | Zawodnik       | Państwo           | Wynik | Uwagi |
| ------- | -------------- | ----------------- | ----- | ----- |
| 1.      | Butch Reynolds | Stany Zjednoczone | 46,37 |       |
| 2.      | Darren Clark   | Australia         | 46,76 |       |
| 3.      | Mark Jackson   | Kanada            | 47,03 |       |
| 4.      | Masayoshi Kan  | Japonia           | 47,16 | NR    |
| 5.      | Marco Vaccari  | Włochy            | 47,84 |       |
| –       | Aivar Ojastu   | Estonia           | DNS   |       |

Bieg 4
| Miejsce | Zawodnik          | Państwo           | Wynik | Uwagi |
| ------- | ----------------- | ----------------- | ----- | ----- |
| 1.      | Jason Rouser      | Stany Zjednoczone | 47,35 |       |
| 2.      | Devon Morris      | Jamajka           | 47,42 |       |
| 3.      | Alvin Daniel      | Trynidad i Tobago | 47,56 |       |
| 4.      | Anton Iwanow      | Bułgaria          | 47,83 |       |
| –       | Emin Makhmudbekov | Azerbejdżan       | DSQ   |       |
| –       | Sidney de Souza   | Brazylia          | DNS   |       |

Bieg 5
| Miejsce | Zawodnik        | Państwo           | Wynik | Uwagi |
| ------- | --------------- | ----------------- | ----- | ----- |
| 1.      | Cephas Lemba    | Zambia            | 47,47 |       |
| 2.      | Cayetano Cornet | Hiszpania         | 47,55 |       |
| 3.      | John Lawson     | Południowa Afryka | 48,43 |       |
| 4.      | Ian Morris      | Trynidad i Tobago | 49,91 |       |
| –       | Karsten Just    | Niemcy            | DSQ   |       |

### Półfinały
Źródło: 
Bieg 1
| Miejsce | Zawodnik       | Państwo           | Wynik | Uwagi |
| ------- | -------------- | ----------------- | ----- | ----- |
| 1.      | Butch Reynolds | Stany Zjednoczone | 45,70 |       |
| 2.      | Rico Lieder    | Niemcy            | 46,16 |       |
| 3.      | Darren Clark   | Australia         | 46,64 | AR    |
| 4.      | Devon Morris   | Jamajka           | 46,83 |       |
| 5.      | Cephas Lemba   | Zambia            | 47,16 |       |
| 6.      | Masayoshi Kan  | Japonia           | 47,25 |       |

Bieg 2
| Miejsce | Zawodnik              | Państwo           | Wynik | Uwagi |
| ------- | --------------------- | ----------------- | ----- | ----- |
| 1.      | Sunday Bada           | Nigeria           | 46,29 |       |
| 2.      | Jason Rouser          | Stany Zjednoczone | 46,80 |       |
| 3.      | Mark Jackson          | Kanada            | 47,10 |       |
| 4.      | Cayetano Cornet       | Hiszpania         | 47,12 |       |
| –       | Benyounés Lahlou      | Maroko            | DSQ   |       |
| –       | Ibrahim Ismael Muftah | Katar             | DSQ   |       |

### Finał
Źródło: 
| Miejsce | Zawodnik       | Państwo           | Wynik | Uwagi |
| ------- | -------------- | ----------------- | ----- | ----- |
| 01 !    | Butch Reynolds | Stany Zjednoczone | 45,26 | CR    |
| 02 !    | Sunday Bada    | Nigeria           | 45,75 | AR    |
| 03 !    | Darren Clark   | Australia         | 46,45 | AR    |
| 4.      | Rico Lieder    | Niemcy            | 46,53 |       |
| 5.      | Devon Morris   | Jamajka           | 46,67 |       |
| 6.      | Jason Rouser   | Stany Zjednoczone | 46,70 |       |